# Najwa Zebian
Najwa Zebian, född den 27 april 1990 i Libanon, är en libanesisk-kanadensisk poet, aktivist och författare. 

## Bakgrund
Zebian först kom till Kanada som sextonårig med sin familj. Familjen besökte Kanada först som turister men var senare tvungen att fly kriget till landet. Redan i sin barndom var Zebian intresserad av arabisk poesi. Senare, på grund av svårigheter att smälta in i mängden, förstörde hon största delen av sina skriverier och svor aldrig att skriva igen som hobby. Hon är utbildad gymnasielärare och har också studerat utbildningsförvaltning sedan 2017 på Western University.

## Karriär
Zebian debuterade som författare i 2016 med sin bok Mind Platter som kom ut på ett eget förlag. Boken blev en bästsäljare på Amazon både i sin kategori (arabisk poesi) och bland kvinnliga författare.
Hennes andra bok var The Nectar o Pain. När boken publicerades fick hon ihop 2 300 $, där 100% av vinsten för den första månaden donerades till den syriska flyktingfonden i London. Zebian delade också ut en procentandel av sin vinst till sommaraktiviteter för gymnasieelever som drevs av kommunen. Den reviderade och utökade versionen av boken publicerades i mars 2018 av Andrews McMeel Publishing. Hennes arbete blev långsamt känt för allmänheten på sociala medier med hjälp av kändisar som Mathieu Kassovitz, Lisa Rinna, LeAnn Rimes och Hilary Swank.
Zebian har varit aktiv inom #metoo-rörelsen. Vid sidan av sexuellt trakasseri har hon också behandlat rasism och ensamhet i hennes litteratur. Zebian har sagt att poesin var ett sätt för henne att reflektera sina känslor som invandrare. År 2018 väckte hon åtal mot Michael Deeb, en rektor i en skola i London där Zebian arbetar, för sexuella trakasserier tillsammans med andra lärare och gamla elever.
År 2019 var hennes nettovärde beräknat till en miljon dollar.